# Vágs kommuna
Vágs kommuna is een gemeente in het zuiden van het eiland Suðuroy, op de Faeröer. De gemeente omvat de plaatsen Vágur en Nes.